# Bezirksoberliga Mittelfranken
La Bezirksoberliga Mittelfranken è uno dei sette gironi del quarto livello del campionato dilettantistico bavarese di calcio, sotto la Landesliga Bayern-Mitte e sopra le Bezirksliga. Corrisponde al settimo livello del sistema calcistico tedesco; era il sesto livello fino al 2008, quando venne introdotta la 3. Liga.
La lega, nel suo attuale formato, verrà smantellata nel 2012, quando il sistema calcistico bavarese sarà riformato. Sopra le odierne Bezirksoberliga, le Landesliga saranno allargate da tre a cinque gironi e sotto di esse vi saranno direttamente le Bezirksliga, con un'organizzazione simile a quella in vigore fino al 1988.

## Storia
Le Bezirksoberliga in Baviera vennero introdotte nel 1988 per creare un'unica massima divisione di gioco per ognuno dei sette distretti del Land; il termine Bezirksoberliga è infatti traducibile come  massimo campionato provinciale.
Prima dell'introduzione delle Bezirksoberligas, le Bezirksliga erano il livello di gioco appena sotto alla Landesliga. La Bezirksliga Mittelfranken-Nord and Mittelfranken-Süd alimentavano la Landesliga Bayern-Mitte così come ora alimentano la Bezirksoberliga Mittelfranken.
Il vincitore della Bezirksoberliga Mittelfranken, come il vincitore della Bezirksoberliga Niederbayern e della Bezirksoberliga Oberpfalz, viene promosso direttamente nella Landesliga Bayern-Mitte. Le seconde classificate fanno un play-off fra loro stesse e la 15ª della categoria superiore per un ulteriore posto disponibile.
Le ultime tre squadre della Bezirksoberliga vengono retrocesse, mentre la quartultima affronta un play-off contro le seconde classificate della Bezirksliga sottostante.
Con la riforma delle leghe che avverrà al termine della stagione 2011-12, che include un aumento del numero di Landesliga da tre a cinque, le Bezirksoberliga spariranno. Il loro posto verrà preso dalle Bezirksliga
I club delle attuali Bezirksoberliga passeranno alle seguenti leghe:
- Campioni: Turno per la promozione nella Oberliga Bayern, i vincitori vi accedono, i perdenti in Landesliga
- Squadre dal 2º al 6º posto: Landesliga.
- Squadre dal 7º al 12º posto: quattro posti per la Landesliga da essere assegnati con play-off con i vincitori della Bezirksliga; i perdenti vanno in Bezirksliga.
- Squadre dal 13º al 16º posto: Bezirksliga.

## Albo d'oro
Le seguenti squadre hanno terminato il campionato al primo o al secondo posto:
| Stagione  | Campioni                    | 2º posto                |
| 1988-89   | TSV Weißenburg              | ASV Auerbach            |
| 1989-90   | TSV Südwest Nürnberg +      | ASV Neumarkt +          |
| 1990-91   | BSC Erlangen                | TSV Altenfurt           |
| 1991-92   | TSV 04 Schwabach            | TSV Katzwang            |
| 1992-93   | SG Quelle Fürth             | ASV Vach                |
| 1993-94   | ESV Rangierbahnhof Nürnberg | ASV Vach                |
| 1994-95   | 1. SC Feucht                | TSV Neustadt/Aisch      |
| 1995-96   | ASV Neumarkt                | ESV Ansbach-Eyb         |
| 1996-97   | SpVgg Ansbach               | SpVgg Greuther Fürth II |
| 1997-98   | SpVgg Uehlfeld              | DJK Schwabach           |
| 1998-99   | TSV Neustadt/Aisch          | FC Stein                |
| 1999-2000 | SpVgg Greuther Fürth II     | FC Stein                |
| 2000-01   | SC Eltersdorf               | ASV Zirndorf            |
| 2001-02   | FV Wendelstein +            | FSV Erlangen-Bruck +    |
| 2002-03   | 1. FC Schnaittach           | SG 83 Nürnberg-Fürth    |
| 2003-04   | FSV Erlangen-Bruck          | SV Seligenporten        |
| 2004-05   | FV Wendelstein              | TSV Südwest Nürnberg    |
| 2005-06   | Jahn Forchheim              | 1. FC Schnaittach       |
| 2006-07   | TSV Neustadt/Aisch          | TSV Südwest Nürnberg    |
| 2007-08   | SV 73 Nürnberg Süd          | SG Quelle Fürth         |
| 2008-09   | FSV Erlangen-Bruck II       | 1. FC Hersbruck         |
| 2009-10   | Jahn Forchheim              | SC 04 Schwabach         |
| 2010-11   | SV Buckenhofen              | Dergah Spor Nürnberg    |
| 2011-12   |                             |                         |

- Le squadre promosse sono in grassetto.
- + Squadre che hanno terminato a pari punti.
- Con l'ASV Neumarkt nel 1996 la Bezirksoberliga Mittelfranken venne vinta da una squadra dall'Oberpfalz.
- Il TSV 04 Schwabach ha cambiato nome in SC 04 Schwabach

### Multivincitori
| Club               | Vittorie | Anni       |
| Jahn Forchheim     | 2        | 2006, 2010 |
| TSV Neustadt/Aisch | 2        | 1999, 2007 |
| FV Wendelstein     | 2        | 2002, 2005 |